# Curt Fensterbusch
Otto Curt Fensterbusch (* 12. August 1888 in Magdeburg-Sudenburg; † 1. Dezember 1978 in Gelsenkirchen) war ein deutscher Altphilologe und Gymnasiallehrer.
Fensterbusch studierte nach dem Abitur am Gymnasium in Goslar seit 1907 in Berlin, München und Leipzig Klassische Philologie. Er wurde am 13. April 1912 bei Erich Bethe mit einer Arbeit zu Aristophanes promoviert. 1913 legte er auch die Prüfung für das Lehramt an Gymnasien ab. Sein Seminarjahr verbrachte er 1913 bis 1914 am Johanneum zu Lübeck, sein Probejahr 1914 bis 1915 am Gymnasium in Norden (Ostfriesland). 1915 bis 1919 leistete er Kriegsdienst. Von Januar bis März 1920 unterrichtete er am Gymnasium in Aurich, seit dem 1. April 1920 am Gymnasium in Gelsenkirchen.
Bekannt wurde er vor allem durch seine 1964 erstmals erschienene deutsche Übersetzung des Werkes des Vitruv.

## Schriften
- Die Bühne des Aristophanes. Borna, Leipzig 1912 Digitalisat.
- Das griechische Theater in klassischer Zeit. Quelle & Meyer, Leipzig 1927.
- Das Theater im Altertum. Teubner, Leipzig 1930.
- Vitruv. Zehn Bücher über Architektur. Übersetzt und mit Anmerkungen versehen von Curt Fensterbusch. Wissenschaftliche Buchgesellschaft, Darmstadt 1964. 6. Auflage 2008.